# Chutes de Kouang Si
Les chutes de Kuang Si ( Kuang Xi Falls en anglais), également connues sous le nom de cascades de Tat Kuang Si, sont composées de cascades à trois niveaux menant à une chute. Elles sont situées  à 30 kilomètres au sud de Luang Prabang. 

## Visite
Les chutes sont une des visites préférées des touristes à Luang Prabang et commencent dans des piscines peu profondes au sommet d'une colline escarpée, puis mènent à la chute d'eau principale d'une hauteur de 60 mètres.
La cascade principale est accessible via un sentier sur la gauche des chutes. L'eau s'écoule dans une piscine d'un bleu turquoise avant de continuer en aval. Les nombreuses cascades qui en résultent sont typiques des chutes d'eau de la région.
Les habitants facturent des frais d'admission nominaux de 20 000 kips pour visiter le site, qui est bien entretenu avec des passerelles et des ponts pour guider le visiteur. La plupart des piscines sont ouvertes à la baignade (hormis une qui est fermée car étant un site sacré).

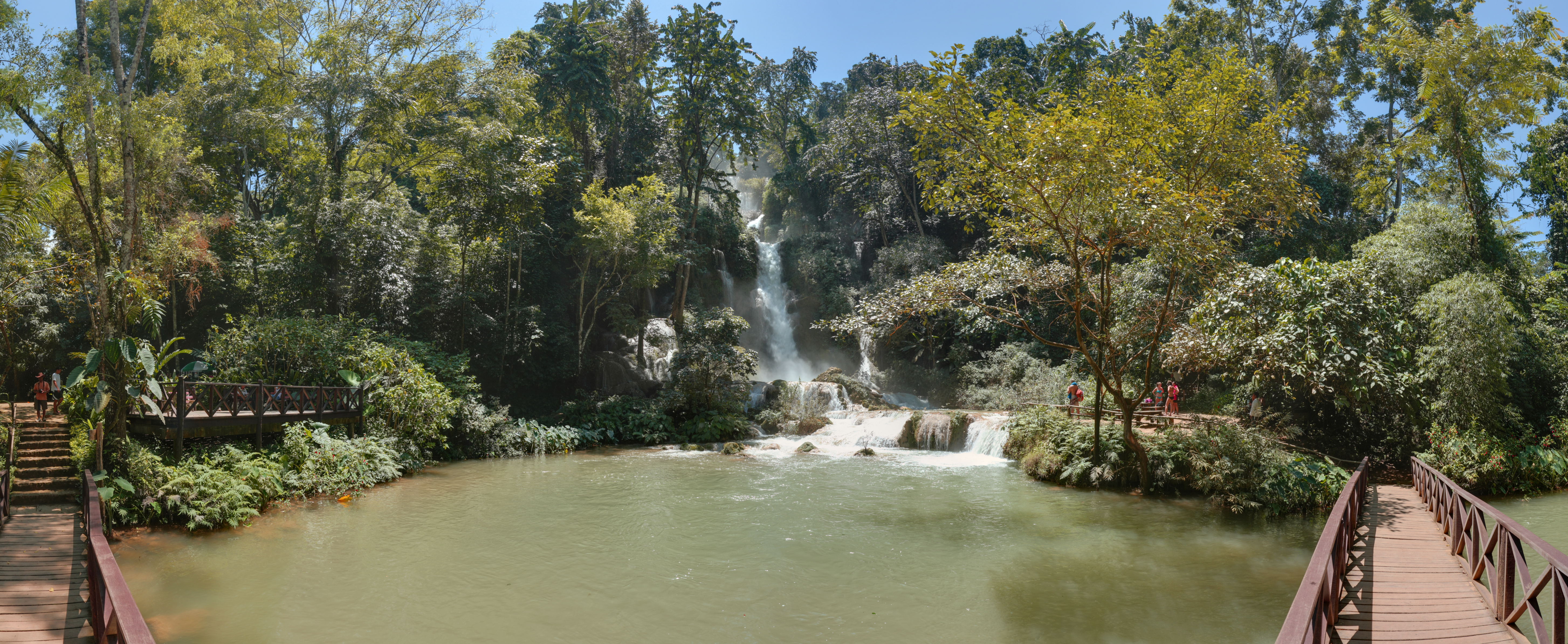
Cascades de Kuang Si, près de Luang Prabang

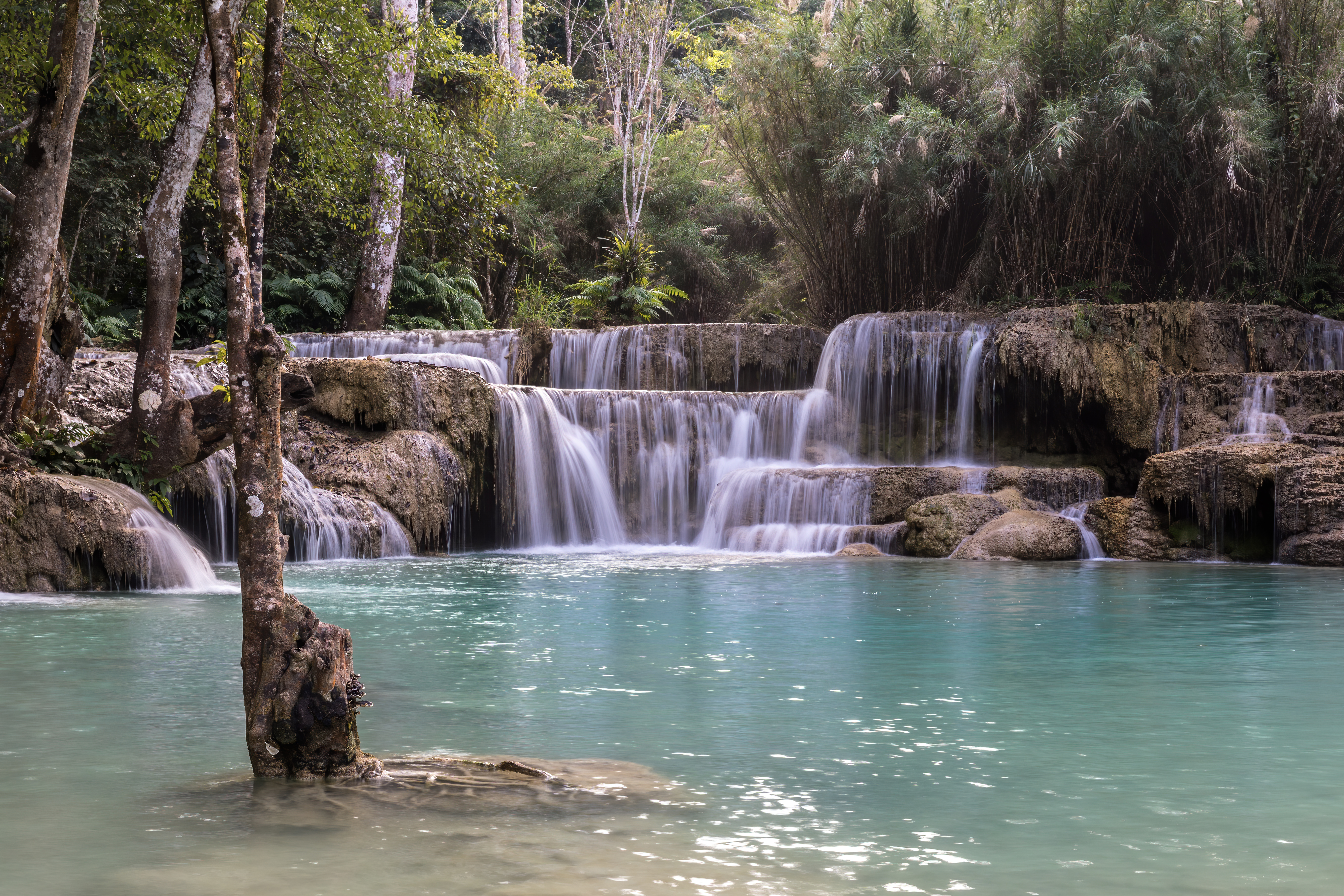
Chutes de Kouang Si avec un arbre immergé dans l'eau turquoise. Janvier 2022.

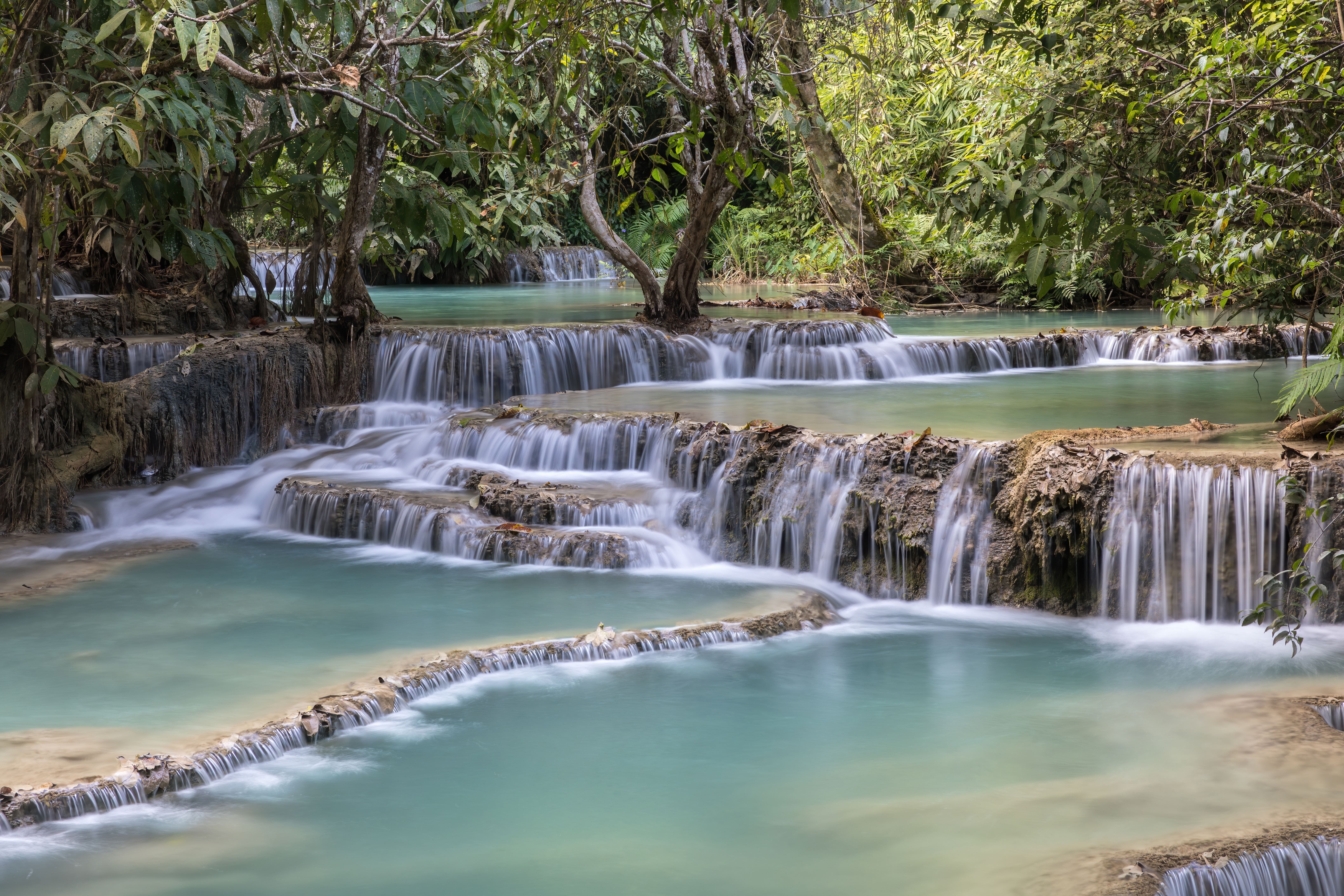
Chutes de Kouang Si et ses bassins d'eaux émeraudes. Janvier 2022.